# Reinraumstuhl
Ein Reinraumstuhl (englisch cleanroom chair) ist eine spezielle Stuhlvariante, die für die Nutzung in Rein- und Reinsträumen entwickelt wurde. Besonderheiten gegenüber normalen Industriestühlen bestehen zum einen im hygienischen Design, durch das Kontamination verhindert werden soll, und zum anderen im meist eingearbeiteten ESD-Schutz. 

## Anforderungen an den Reinraumstuhl
Reinraumstühle unterliegen wie alle Möbel im Reinraum strengen Vorschriften. In diesem Zusammenhang ist vor allem die Norm DIN EN ISO 14644-1 relevant. Sie definiert neun verschiedene Reinraumklassen und legt fest, wie viele Partikel in welcher Größe sich in einem Kubikmeter Luft befinden dürfen. Außerdem finden sich dort Regelungen für die technische Gestaltung von Sitzmöbeln, Arbeitsflächen und weiteren Gegenständen. 
Zusätzlich wird in vielen Fällen ein umfassender ESD-Schutz vorausgesetzt. Detaillierte Anforderungen, wie eine zuverlässige und wirksame elektrostatische Ableitung unter anderem an Sitzmöbeln zu erfolgen hat, sind in der DIN EN 61340-5-1 Norm aufgeführt. 

## Eigenschaften von Reinraumstühlen
Die Besonderheiten der Reinraumstühle sind auf den ersten Blick meist nicht zu erkennen. So sind insbesondere die gepolsterten Sitzflächen und Rückenlehnen mit einem luftdichten Überzug versehen, sodass Partikel keine Möglichkeit haben, sich dort festzusetzen. So können sie auch nicht durch ruckartige Bewegungen des Nutzers in die Umgebungsluft abgegeben werden. 
Gleiches gilt für die Stuhlmechanik. Die Einstellungshebel sind so konzipiert, dass sie ebenfalls keine Möglichkeit zur Partikelablagerung bieten. Standfüße, Rollen, Armlehnen und anderes Zubehör sind darüber hinaus aus Materialien gefertigt, die abriebfest sind und somit ebenfalls keine Partikel in die Umgebungsluft abgeben.
Ist zusätzlich die Eigenschaft gefragt, elektrostatische Aufladung weitestgehend zu vermeiden oder gegebenenfalls abzuleiten, sind weitere Eigenschaften kennzeichnend. 

## Häufige Materialien für Reinraumstühle
Typische Obermaterialien sind Kunstleder und Kunststoffe, die fest mit den Polstern verklebt werden:
- Integralschaum: Integralschaum kommt in Arbeitsumgebungen zum Einsatz, in denen aggressive Chemikalien und Stoffe wie Öle, Fette, Späne, Säuren oder Laugen zum Einsatz kommen, oder in denen es zu Funkenflug oder zeitweilig erhöhter Luftfeuchtigkeit kommt. Integralschaumoberflächen sind einfach zu reinigen und auch robust gegenüber äußeren Einwirkungen, beispielsweise durch scharfkantige Gegenstände.
- Kunstleder: Kunstleder ist die erste Wahl für den Reinraum. Die Oberflächen sind einfach zu reinigen und die Polster bieten einen guten Sitzkomfort. Anders als Integralschaum ist Kunstleder vollumfänglich für den Einsatz im Reinraum geeignet.